# Asiban
Asiban a fost o companie de asigurări din România, înființată în anul 1995.
În anul 2008, Asiban a fost cumpărat de grupul francez Groupama pentru suma de 350 milioane de euro.
Până la acel moment compania Asiban a fost deținută de BCR, Banca Transilvania, BRD și CEC.
La sfârșitul anului 2005, Întreprinderea de Semnalizări și Automatizări Feroviare (ISAF) a vândut celorlalți acționari pachetul de acțiuni pe care îl deținea la Asiban, reprezentând 20% din capitalul social.
Valoarea tranzacției a fost de 12 milioane de euro.
În urma acestei tranzacții, ceilalți patru acționari ai societății, BRD-Groupe Societe Generale, BCR, CEC și Banca Transilvania și-au crescut fiecare participația cu 5%, până la 25%.
În vara anului 2009, Asiban a fuzionat cu BT Asigurări (o altă companie de asigurări cumpărată de Groupama), formând Groupama Asigurări.
În mai 2010, OTP Garancia (și aceasta deținută de Groupama) a fuzionat de asemenea prin absorbție cu Groupama Asigurări.
În anul 2002, valoarea primelor brute încasate de Asiban a fost de 15,2 milioane dolari.
Număr de angajați în 2009: 1.000
Cifra de afaceri:
- 2007: 185,8 milioane euro[1]
- 2003: 44 milioane dolari[5]